# Новосибирская ТЭЦ-2
Новосибирская ТЭЦ-2 (ранее Левобережная ГРЭС) — предприятие энергетики Новосибирска, входит в структуру холдинга "Сибирская генерирующая компания". Относится к станциям «неблочного» типа (с поперечными связями по пару).

## История и деятельность
Строительство Левобережной ГРЭС мощностью 44 МВт началось в феврале 1930 года. 6 ноября 1935 года на ГРЭС был пущен первый турбоагрегат мощностью 24 тыс. кВт. К этому времени было закончено сооружение линии электропередачи 35 кВ, соединившей Новосибирские ТЭЦ на параллельную работу. В октябре 1936 года вошла в строй проложенная от Новосибирской ТЭЦ-1 первая теплотрасса, положившая начало теплофикации Новосибирска. Осенью 1937 года от Левобережной ГРЭС было подано тепло заводу Сибсельмаш. В августе 1941 года вошел в эксплуатацию второй турбоагрегат на Левобережной ГРЭС мощностью 25 тыс. кВт с теплофикационными отборами пара. К 1965 году на Новосибирской ТЭЦ-2 были введены в эксплуатацию 3 теплофикационных блока мощностью по 20 тыс. кВт (Т-20-90) и 2 теплофикационных блока по 60 тыс. кВт (ПТ-60-130/13), в начале 1990-х последние прошли модернизацию, в 2011 году одна из турбин была перемаркирована на 65 тыс. кВт. В конце 1980-х было введено ещё 2 блока по 80 тыс. кВт (ПТ-80-130/13). Таким образом, на начало 2012 года установленная мощность станции составляет 345 МВт.